# 오마르 봉고
엘 하지 오마르 봉고 온딤바(프랑스어: El Hadj Omar Bongo Ondimba, 1935년 12월 30일~2009년 6월 8일)는 1967년부터 2009년 사망할 때까지 42년 동안 가봉의 두 번째 대통령이었다. 오마르 봉고는 1960년대에 가봉의 초대 대통령 레옹 음바 밑에서 젊은 관리로서 주요 직책으로 승진한 후 1966년에 자신의 권한으로 부통령으로 선출되었다. 1967년, 그는 음바의 뒤를 이어 가봉의 두 번째 대통령이 되었다.
봉고는 1990년까지 가봉 민주당(PDG)의 단일 정당 정권을 이끌었고, 대중의 압력에 직면하여 가봉에 다당제 정치를 도입해야 했다. 1990년대 초 그의 통치에 대한 격렬한 반대에도 불구하고 그의 정치적 생존은 다시 한번 그 당시 주요 야당 지도자들 대부분을 그의 편으로 끌어들여 권력을 공고히 하는 데서 비롯되는 것처럼 보였다. 1993년 대통령 선거는 극도로 논란이 많았지만, 그 당시 그의 재선과 1998년과 2005년의 후속 선거로 끝이 났다. 그의 각각의 의회 다수당은 증가했고 다음 선거 때마다 반대파는 더 가라앉았다. 2008년 2월 쿠바의 지도자 피델 카스트로가 물러난 후, 봉고는 세계에서 가장 오래 통치한 비왕실 지도자가 되었다. 그는 1900년 이래로 가장 오랫동안 재임한 비왕실 통치자 중 한 명이었다.
봉고는 사실상 가봉과 그 국민들을 위해서가 아니라 자신과 가족, 지역 엘리트들을 위해 일했다는 비판을 받았다. 예를 들어, 프랑스 녹색당 정치인 에바 졸리는 봉고의 장기 통치 기간 동안 석유 주도의 1인당 GDP가 아프리카에서 가장 높은 수준 중 하나로 성장했음에도 불구하고 가봉은 1년에 5km의 고속도로만 건설했고 2009년 그가 사망할 때까지 여전히 세계에서 가장 높은 유아 사망률 중 하나라고 주장했다.
2009년 6월, 봉고가 사망한 후, 그의 아버지에 의해 오랫동안 주요 장관직을 배정받았던 그의 아들 알리 봉고 온딤바가 2009년 8월 그의 후임으로 선출되었다.

## 어린 시절
12남매 중 막내인 알베르 베르나르 봉고(프랑스어: Albert Bernard Bongo)는 1935년 12월 30일, 현재 콩고 공화국과의 국경 근처 가봉 남동부에 위치한 프랑스령 적도 아프리카의 레와이(현 봉고빌)에서 태어났다. 그는 작은 바테케 부족 집단의 일원이었다. 그는 1973년 이슬람교로 개종하면서 자신의 이름을 엘 하지 오마르 봉고(프랑스어: El Hadj Omar Bongo)로 개명했다.

## 정치 경력
1960년 가봉의 독립 후, 알베르 베르나르 봉고는 레옹 음바 대통령 아래에서 일련의 직위들을 통해 빠르게 상승하면서 정치 경력을 시작했다. 봉고는 1961년 국회의원 선거에서 오트오고웨주에서 M. 산동아웃을 위한 선거 운동을 벌였고, 그 자신의 권리로 선거에 출마하지 않기로 선택했고, 산동아웃은 선출되었고 보건부 장관이 되었다. 봉고는 한동안 외교부에서 일했고, 1962년 3월에 대통령 내각의 부국장으로 임명되었고, 7개월 후에 국장으로 임명되었다. 1964년 가봉 역사상 유일한 쿠데타 시도 중 음바가 납치되었고 봉고는 리브르빌의 군 캠프에 수용되었지만 음바는 이틀 후에 권력을 되찾았다.
1965년 9월 24일, 그는 대통령 대리인으로 임명되어 국방과 조정을 담당했다. 그 후 그는 처음에는 임시로 정보 관광부 장관으로 임명되었고, 1966년 8월 공식적으로 그 직책을 맡았다. 1966년 11월 12일, 건강이 악화된 음바는 봉고를 가봉의 부통령으로 임명했다. 1967년 3월 19일, 실시된 대통령 선거에서 음바는 대통령으로 재선되었고 봉고는 부통령으로 선출되었다. 봉고는 1966년 11월, 레옹 음바 대통령의 오랜 병으로 인해 가봉의 실질적인 통치를 받았다.

## 대통령직

### 일당제

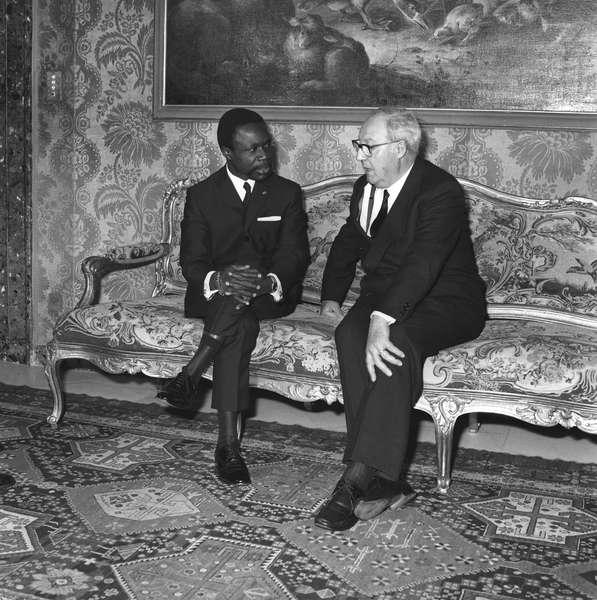
1968년 이탈리아의 대통령 주세페 사라가트와 봉고

봉고는 1967년 12월 2일, 음바가 사망한 지 나흘 만에 대통령이 되었고 샤를 드골과 영향력 있는 프랑스 지도자들의 동의에 의해 정식으로 취임했다. 32세의 봉고는 부룬디의 미셸 미콤베로 대위와 토고의 냐싱베 에야데마 하사에 이어 당시 아프리카에서 네 번째로 어린 대통령이었다. 1968년 3월 봉고는 가봉을 일당제 국가로 선언하고 가봉 독립당인 가봉 민주권(BDG)의 이름을 가봉 민주당(PDG)으로 변경했다. 1973년 국회의원 및 대통령 선거에서 봉고는 유일한 대통령 후보였다. 그와 모든 PDG 후보들은 99.56%의 득표율로 선출되었다. 1975년 4월, 봉고는 부통령직을 폐지하고 전 부통령인 레옹 메비암을 총리로 임명했다. 메비암은 1990년 사임할 때까지 총리직을 유지했다.
1967년부터 국방부 장관(1967년~1981년), 정보부 장관(1967년~1980년), 기획부 장관(1967년~1977년), 총리(1967년~1975년), 내무부 장관(1967년~1970년) 등 여러 장관직을 역임했다. 1979년 1월, PDG의 의회와 1979년 12월, 선거에 이어 봉고는 자신의 장관직 일부를 포기하고 메비암 총리에게 정부의 수장으로서의 기능을 포기했다. PDG 의회는 봉고 정부의 비효율적인 운영을 비판하고 복수의 사무실을 보유하는 것을 중단할 것을 요구했다. 봉고는 1979년에 다시 7년 임기로 재선되어 99.96%의 인기 투표를 받았다.

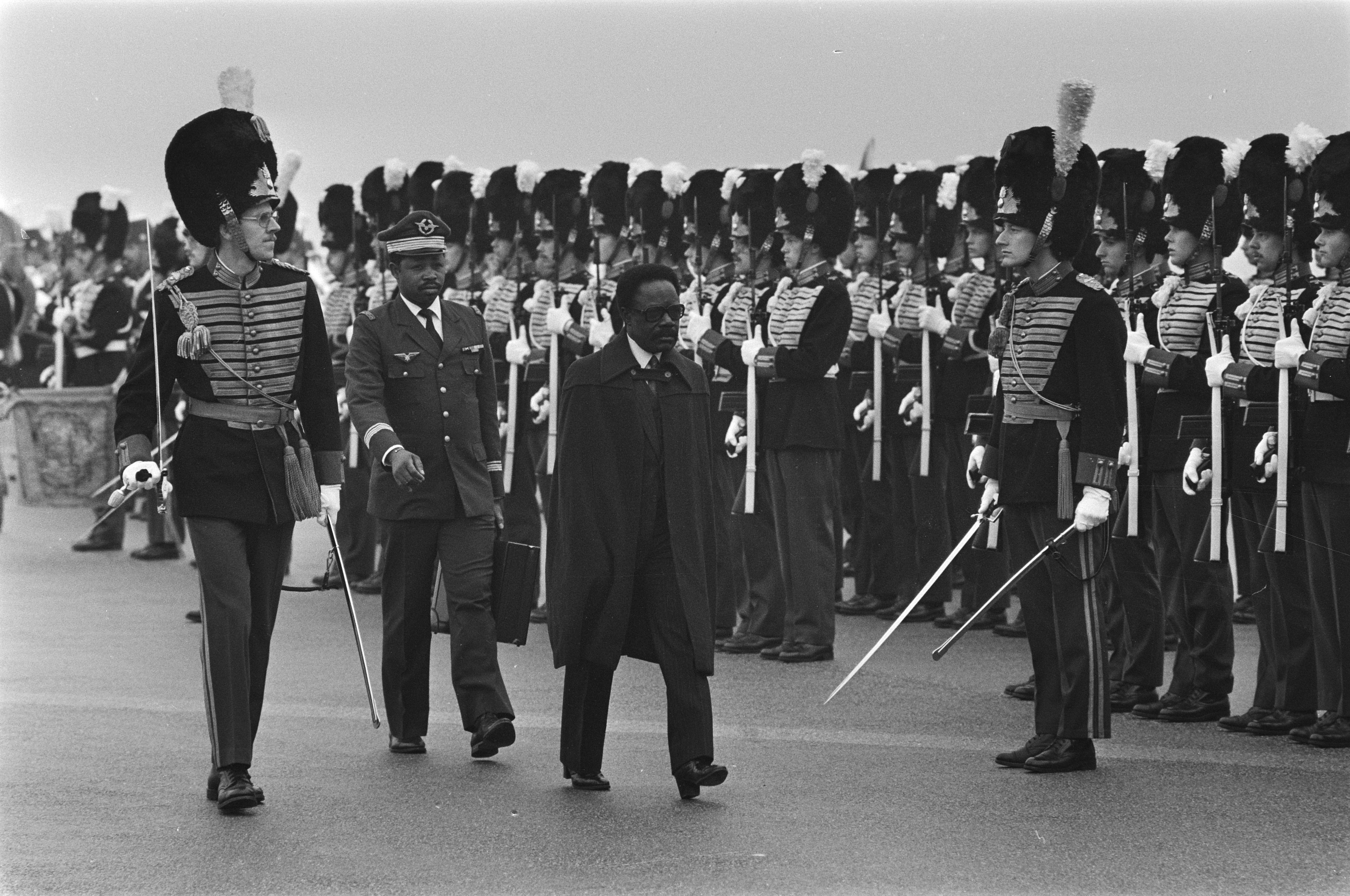
1984년 오마르 봉고의 네덜란드 국빈 방문

봉고 대통령 정권에 대한 반대는 1970년대 후반 가봉인들에게 경제적 어려움이 더 극심해지자 처음 나타났다. 첫 번째로 조직되었지만 불법적인 야당은 MORENA, 민족회복운동(Movement de redress national)이었다. 1981년 12월, 리브르빌에 있는 오마르 봉고 대학교가 임시 폐쇄되었을 때 이 온건한 반대 단체는 학생들과 교직원들의 시위를 후원했다. MORENA는 봉고 대학이 부패와 개인적인 사치를 하고 자신의 바테케 부족을 편애한다고 비난했다. 이 단체는 다당제를 복원할 것을 요구했다. 1982년 2월, 교황 요한 바오로 2세의 방문에서 야당이 봉고 정권을 비판하는 전단을 배포하면서 체포되었다. 1982년 11월, 37명의 MORENA 회원들이 국가 안보에 대한 위반으로 재판을 받고 유죄 판결을 받았다. 피고인 13명에 대해 20년 간의 중노동을 포함한 중형이 선고되었지만, 모두 사면되었고 1986년 중반에 석방되었다.
이러한 압력에도 불구하고, 오마르 봉고는 일당 통치에 전념했다. 1985년, 과거의 절차를 따르는 입법 선거가 열렸다. 모든 지명은 PDG에 의해 승인되었고, PDG는 단일 후보자 목록을 제시했다. 후보들은 1985년 3월 3일, 대중 투표에 의해 비준되었다. 1986년 11월, 봉고는 99.97%의 득표율로 재선되었다.

### 다당제
1990년 5월 22일, 파업, 폭동, 소요 사태 이후 PDG 중앙 위원회와 국회는 다당제로의 전환을 촉진하기 위한 헌법 개정을 승인했다. 1994년까지 유효했던 기존의 대통령 권한은 존중되어야 했다. 이후의 대통령 선거는 한 명 이상의 후보자가 경쟁하게 되며, 대통령 임기는 5년으로 변경되었고, 임기는 한 번의 재선으로 구성된다.
다음 날인 1990년 5월 23일, 봉고를 비판하는 목소리를 내는 사람이자 주요 야당 지도자인 조제프 렌잠베가 호텔에서 독극물에 의해 살해된 채로 발견되었다. 야당인 가봉 진보당(PGP)의 저명한 기업 임원이자 사무총장인 렌잠베의 죽음은 봉고의 23년 통치 중 최악의 폭동을 촉발시켰다. 리브르빌의 대통령 건물에 불이 났고 프랑스 총영사와 석유회사 직원 10명이 인질로 잡혔다. 프랑스군은 외국인들을 대피시켰고, 렌잠베의 고향이자 전략 석유 생산지인 포트 젠틸에는 비상사태가 선포됐다. 이 비상사태 동안 가봉의 두 주요 석유생산기업인 엘프와 쉘은 하루 생산량을 270,000배럴에서 20,000배럴로 줄였다. 봉고는 그들이 정상적인 생산량을 회복하지 않으면 석유생산 허가를 철회하겠다고 위협했고, 곧 그렇게 했다. 프랑스는 "20,000명의 거주 프랑스 국민의 이익을 보호하기 위해" 가봉에 영구 주둔하는 500명의 해병대 대대를 강화하기 위해 500명의 군대를 파견했다. 폭도들을 막기 위해 탱크와 군대가 대통령궁 주변에 배치되었다.
1993년 12월, 봉고는 새 다당제 하에서 실시된 첫 번째 대통령 선거에서 약 51.4%의 간발의 차이로 승리했다. 야당 후보들은 선거 결과를 받아들이기를 거부했다. 심각한 시민 소요 사태로 인해 정치적으로 해결하기 위해 노력하기로 정부와 야당 파벌 간의 합의가 이루어졌다. 이 회담들은 1994년 11월, 파리 협정으로 이어졌고, 몇몇 야당 인사들이 국가 통합 정부에 포함되었다. 그러나 이 협정은 곧 결렬되었고, 1996년과 1997년의 입법부 및 지방자치단체 선거는 새로운 당파 정치의 배경을 제공했다. PDG는 입법 선거에서 압도적인 승리를 거두었지만, 리브르빌을 포함한 몇몇 주요 도시들은 1997년 지방 선거에서 야당 시장을 선출했다. 봉고는 결국 권력을 다시 공고히 하는데 성공했는데, 대부분의 주요 야당 지도자들은 정부의 고위직을 부여받거나 매수되어 1998년에 그는 편안한 재선을 보장받았다.

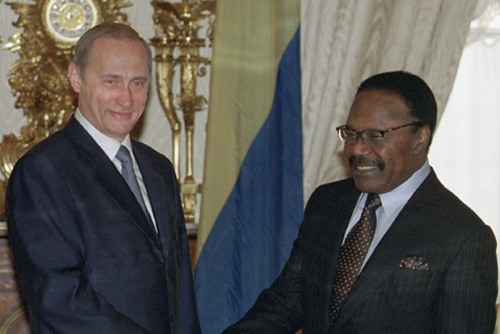
2001년 모스크바를 국빈 방문 중인 러시아의 대통령 블라디미르 푸틴과 봉고

2003년, 봉고는 헌법을 개정하여 그가 원하는 만큼 재선에 도전할 수 있도록 했고, 대통령 임기를 5년에서 7년으로 변경했다. 봉고의 비평가들은 그가 평생 통치할 의도가 있다고 비난했다. 2005년 11월 27일, 봉고는 79.2%의 득표율로 4명의 도전자들을 여유 있게 앞섰으며, 7년 임기의 대통령직을 차지했다. 그는 2006년 1월 19일에 또 다른 7년 임기를 위해 선서했고, 2009년 사망할 때까지 대통령직을 유지했다.

### 프랑스와의 관계
프랑스의 문화, 경제, 그리고 정치는 오랫동안 아프리카의 작은 나라 가봉을 지배해 왔다. 식민지 시대의 프랑스 통제는... 1960년 독립 이후 가봉의 지도력에 의해 형성된 파리와의 음흉한 화해로 대체되었다. 아프리카 대륙에 오랫동안 정통한 프랑스 기자는 "가봉이 신식민지주의의 극단적인 사례"라고 썼다.
봉고의 국제 관계와 업무는 그의 것에 의해 지배되었고, 더 나아가 프랑스와의 관계인 가봉은 프랑수아프리크의 야망에 포함되었다. 석유로 세계적으로 알려진 우라늄(가봉 우라늄은 1960년 프랑스의 대통령 샤를 드골이 알제리 사막에서 실험한 프랑스의 핵폭탄을 공급했다)의 5분의 1, 철과 망간 매장량, 풍부한 목재로 가봉은 프랑스에게 항상 중요했다. 봉고는 "프랑스가 없는 가봉은 운전자가 없는 차와 같다. 가봉이 없는 프랑스는 연료가 없는 차와 같다..."라고 말했다.
1964년, 망명 군인들이 리브르빌에서 그를 체포하고 음바 대통령을 납치했을 때, 프랑스 낙하산 부대는 납치된 대통령과 봉고를 구출하여 그들을 권력으로 회복시켰다. 봉고는 1965년 파리에서 샤를 드골 당시 프랑스 대통령에 의해 사실상의 인터뷰와 승인을 받은 후 1966년 부통령이 되었다.

## 사생활

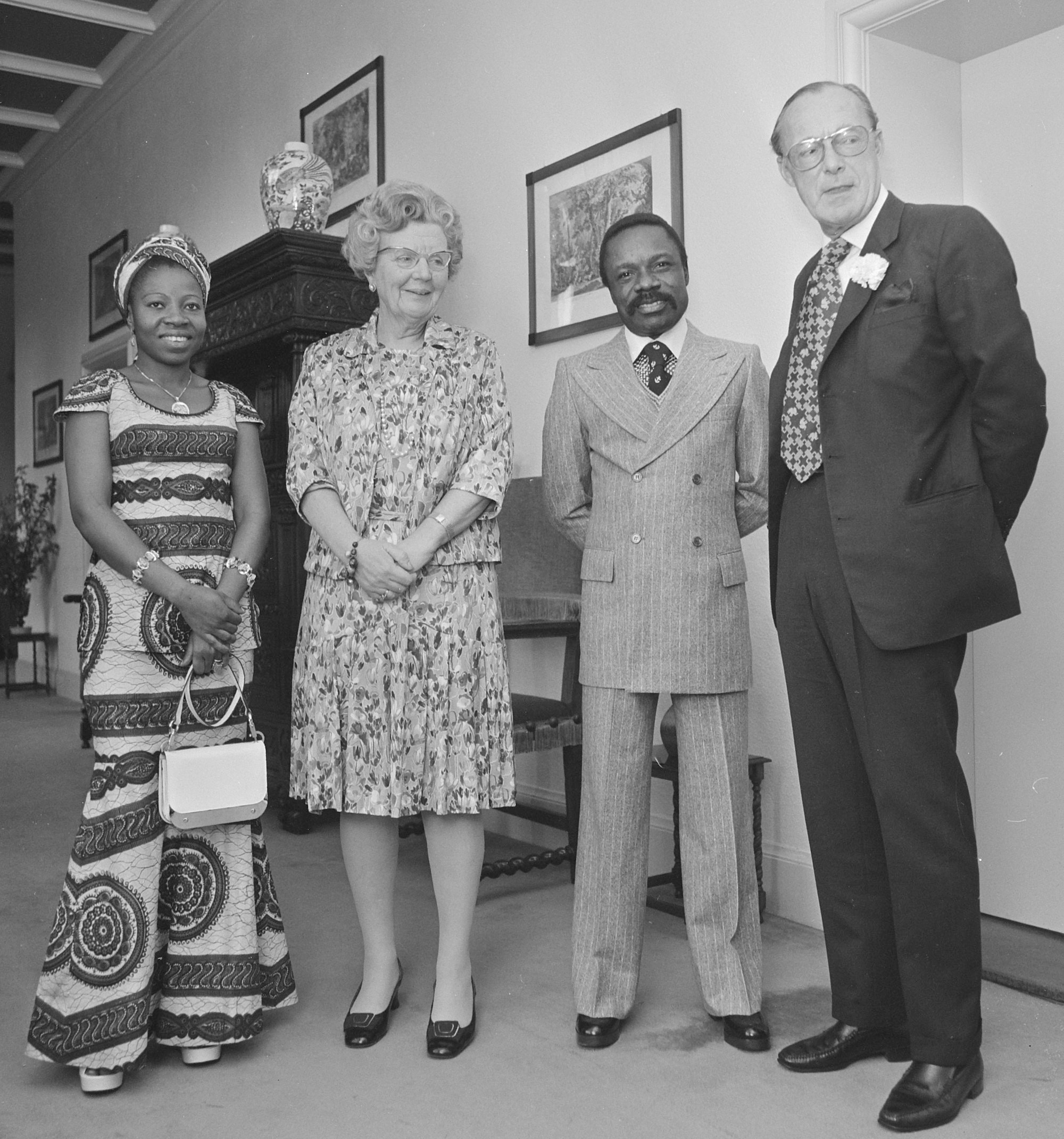
1973년의 봉고 부인, 율리아나 여왕, 오마르 봉고 그리고 베른하르트 부군

봉고는 1973년 리비아를 방문하는 동안 이슬람교로 개종했고 오마르라는 이름을 얻었다. 당시 이슬람교도들은 토착민의 소수를 구성하고 있었으며, 봉고의 개종 이후 그 수는 증가했지만, 그들은 여전히 소수였다. 그는 1942년 사망한 아버지 바실레 온딤바를 기리기 위해 2003년 11월 15일 온딤바를 성으로 추가했다.
봉고의 첫 번째 결혼은 루이즈 무야비 무칼라였다. 그들은 1957년 프랑스빌에서 태어난 딸 파스칼린을 두었다. 파스칼린은 가봉의 외무장관이자 대통령 내각의 책임자였다.
봉고의 두 번째 결혼은 후에 조세핀 봉고로 알려진 마리 조제핀 카마였다. 그는 1987년에 그녀와 이혼했고, 그 후 그녀는 파티숑 다바니라는 새로운 이름으로 음악 경력을 시작했다. 그들에게는 아들 알랭 베르나르 봉고와 딸 알베르틴 아미사 봉고가 있었다. 1959년 브라자빌에서 태어난 알랭 베르나르 봉고(나중에 알리 봉고 온딤바로 알려짐)는 1989년부터 1992년까지 외무장관을 지냈고, 1999년부터 2009년까지 국방장관을 지냈으며, 2009년 8월, 아버지를 대신하여 대통령으로 선출되었다.
봉고는 그 후 1989년에 거의 30살 연하인 에디트 루시 사수 응게소와 결혼했다. 그녀는 콩고 공화국의 대통령 드니 사수 응게소의 딸이었다. 그녀는 에이즈 퇴치에 헌신하는 것으로 유명한 훈련된 소아과 의사였다. 그녀는 봉고에게 두 아이를 낳았다. 에디트 루시 봉고는 2009년 3월 14일, 모로코 라바트에서 사망했다. 그녀의 사망을 발표한 성명서에는 사인이나 병의 성격이 명시되어 있지 않았다. 그녀는 죽기 전 약 3년 동안 대중 앞에 모습을 드러내지 못했다. 그녀는 2009년 3월 22일 그녀의 고향 콩고 공화국의 북부 마을 에두에 있는 가족 묘지에 묻혔다.
봉고는 아내와 다른 여자들과 함께 모두 30명 이상의 아이들을 낳았다.

## 질병 및 사망
2009년 5월 7일, 가봉 정부는 봉고가 일시적으로 공무를 중단하고 아내를 애도하고 스페인에서 휴식을 취했다고 발표했다.
하지만, 국제 언론은 그가 중병에 걸렸고, 스페인 바르셀로나의 병원에서 암 치료를 받고 있다고 보도했다. 가봉 정부는 그가 아내의 죽음으로 인한 "심한 감정적 충격" 이후 며칠간 스페인에 있다고 주장했지만, 결국 그가 "건강 검진을 받고" 스페인 병원에 있다고 인정했다.
2009년 6월 7일, 프랑스 언론과 "프랑스 정부와 가까운" 소식통을 인용한 미확인 보도는 봉고가 진행 중인 암 합병증으로 스페인에서 사망했다고 보도했다. 가봉 정부는 다른 수많은 뉴스 매체들에 의해 포착된 보도를 부인하고 그가 잘 있다고 계속해서 주장했다. 그의 죽음은 결국 2009년 6월 8일, GMT 12시 30분 직전에 봉고가 심장마비로 사망했다고 진술한 당시 가봉 총리 장 아이에 은동에 의해 확인되었다.
봉고의 시신은 가봉으로 옮겨져 5일 동안 안치됐으며 수천 명의 사람들이 조문을 하러 왔다. 2009년 6월 16일, 리브르빌에서 수십 년간 자신들이 통치해온 아프리카의 몇몇 강자들과 현직 및 전직 프랑스의 대통령인 니콜라 사르코지와 자크 시라크를 포함한 거의 24명의 아프리카 국가원수들이 참석한 국장이 거행되었다.
봉고의 시신은 그가 태어난 남동부 오트오고웨주의 주요 마을인 프랑스빌로 옮겨져 2009년 6월 18일, 개인 가족 장례식에 묻혔다.

## 역대 선거 결과
| 선거명      | 직책명        | 대수 | 정당        | 득표율  | 득표수    | 결과 | 당락 |
| ----------- | ------------- | ---- | ----------- | ------- | --------- | ---- | ---- |
| 1973년 선거 | 가봉의 대통령 | 2대  | 가봉 민주당 | 100.00% | 515,841표 | 1위  |      |
| 1979년 선거 | 가봉의 대통령 | 2대  | 가봉 민주당 | 100.00% | 725,807표 | 1위  |      |
| 1986년 선거 | 가봉의 대통령 | 2대  | 가봉 민주당 | 100.00% | 903,739표 | 1위  |      |
| 1993년 선거 | 가봉의 대통령 | 2대  | 가봉 민주당 | 51.18%  | 213,793표 | 1위  |      |
| 1998년 선거 | 가봉의 대통령 | 2대  | 가봉 민주당 | 66.88%  | 211,955표 | 1위  |      |
| 2005년 선거 | 가봉의 대통령 | 2대  | 가봉 민주당 | 79.18%  | 275,819표 | 1위  |      |